# Ailurops
Genre
Ailurops est un genre de marsupiaux de la famille des Phalangeridae.

## Distribution
Les espèces de ce genre sont endémiques de l'Archipel de Sulawesi, elles se rencontrent à Sulawesi et dans les Îles Talaud.

## Liste des espèces
Selon Mammal Species of the World (version 3, 2005)  (29 août 2010) :
- Ailurops melanotis (Thomas, 1898)
- Ailurops ursinus (Temminck, 1824)